# Octombrie 1982
Acest articol este generat integral pe baza informațiilor din articolul 1982 și este actualizat periodic de un robot.
 Editările făcute în articol vor fi șterse la următoarea actualizare! Dacă doriți să faceți modificări, editați articolul-sursă.

ianuarie -
februarie -
martie -
aprilie -
mai -
iunie -
iulie -
august -
septembrie -
octombrie -
noiembrie -
decembrie
Octombrie 1982 a fost a zecea lună a anului și a început într-o zi de vineri.

## Evenimente
- 1 octombrie: Helmut Kohl devine cancelar al Germaniei de Vest.
- 6 octombrie: Apare primul single al Madonnei, Everybody.
- 8 octombrie: Autoritățile poloneze interzic sindicatul Solidaritatea.

## Nașteri
- 1 octombrie: Sandra Oxenryd, cântăreață suedeză
- 3 octombrie: Server Reșatovici Djeparov, fotbalist uzbec
- 4 octombrie: Omer Golan, fotbalist israelian (atacant)
- 4 octombrie: Anca Elena Petcu, cântăreață română
- 6 octombrie: Lewon Aronjan, șahist armean
- 6 octombrie: Daniel George Niculae, fotbalist român (atacant)
- 6 octombrie: Yago Iglesias, antrenor de fotbal spaniol
- 7 octombrie: Jermain Colin Defoe, fotbalist englez (atacant)
- 7 octombrie: Robby Ginepri, jucător american de tenis
- 11 octombrie: Ansi Agolli, fotbalist albanez
- 11 octombrie: Mauricio Victorino (Mauricio Bernardo Victorino Dansilio), fotbalist uruguayan
- 12 octombrie: Paweł Golański, fotbalist polonez
- 13 octombrie: Ian Thorpe, înotător australian
- 15 octombrie: Tamás Decsi, scrimer maghiar
- 16 octombrie: Tyla Wynn, actriță porno americană
- 16 octombrie: Cristian Riveros (Cristian Miguel Riveros Núñez), fotbalist paraguayan
- 18 octombrie: Thierry Amiel, cântăreț francez
- 20 octombrie: Wojciech Łobodziński, fotbalist polonez
- 20 octombrie: Bertrand Ngapounou, fotbalist camerunez
- 20 octombrie: Laurențiu-Nicolae Cazan, politician
- 21 octombrie: Matt Dallas (Matthew Joseph Dallas), actor american
- 23 octombrie: Valentin Vasile Badea, fotbalist român (atacant)
- 26 octombrie: Ulrich Robeiri, scrimer francez
- 27 octombrie: Jessy Matador, cântăreț francez
- 27 octombrie: Vasile Bolea, politician moldovean
- 29 octombrie: Radomir Đalović, fotbalist muntenegrean (atacant)
- 29 octombrie: Julia Vang, actriță letonă
- 30 octombrie: Alin Coțan, fotbalist român (atacant)

## Decese
Glenn Gould (Glenn Herbert Gould), 50 ani, pianist canadian (n. 1932)
Tudor Ciortea, 78 ani, compozitor român (n. 1903)
Nikolai Efimov, 72 ani, matematician rus (n. 1910)
Bess Truman (n. Elizabeth Virginia Wallace), 97 ani, politiciană americană (n. 1885)
Radka Toneff (Ellen Radka Toneff), 30 ani, cântăreață norvegiană (n. 1952)
Ilia Lifșiț, 65 ani, fizician rus (n. 1917)
Mircea Ștefănescu, scriitor român (n. 1898)